# Dongsheng
Dongsheng (chiń. 东胜区; pinyin Dōngshèng Qū) – dzielnica i siedziba prefektury miejskiej Ordos, w północnych Chinach, w regionie autonomicznym Mongolia Wewnętrzna. Do 2001 roku oddzielne miasto. W 1999 roku liczba mieszkańców dzielnicy wynosiła 183 944.